# رسالة علي خامنئي لشباب أوروبا وأمريكا الشمالية

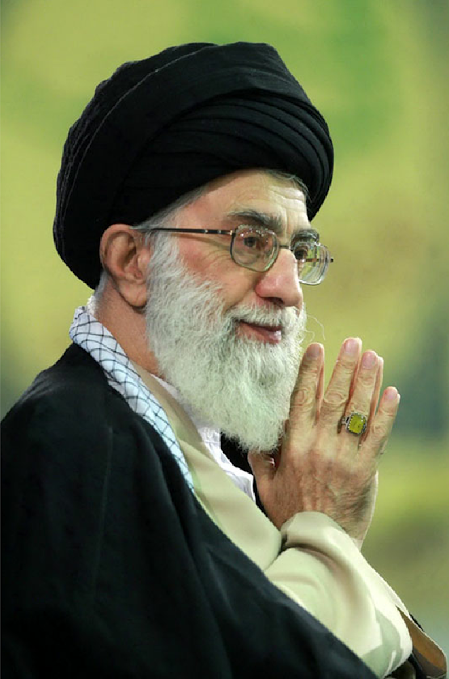
'السيد علي خامنئي'.

وجه قائد الثورة الإسلامية في إيران السيد علي خامنئي، رسالة الي شباب أوروبا وأمريكا الشمالية في تاريخ 21 يناير 2015 م، تطرق فيها الي الأحداث التي شهدتها فرنسا وبعض الدول الغربية مؤخرا، يدعوهم للتعرف على حقيقة الاسلام خارج اطار المصالح السياسية لحكوماتهم وسعيهم لربط ممارسات الجماعات الارهابية بالإسلام الذي جاء رحمة للعالمين.
وجَّهَ السيد علي خامنئي، مرة أخرى رسالة جديدة في تاريخ 29 نوفمبر/ تشرين الثاني 2015 الي الشبابِ في البلدانِ الغربيةِ بعدَ ماوَصَفَهُ بالأحداثِ المريرةِ التي شَهِدَتها فرنسا مؤخراً. وأكد في الرسالة أنَ معاناةَ الإنسانِ محزنةٌ في أيِ مكانٍ من العالم سواءٌ في فرنسا أو في فِلَسطينَ والعراقِ ولبنانَ وسوريا، داعيا الشبابَ الغربيينَ إلى استلهامِ الدروسِ من مِحَنِ اليوم وسدِ الطرقِ الخاطئةِ التي أوصلت الغربَ إلى ما هوَ عليهِ الآن.

## سبب كتابة الرسالة
في ظل الحملة المسعورة ضد الإسلام والمسلمين والاساءات المتكررة للمقدسات الإسلامية من قبل دوائر غربية مشبوهة، وجه قائد الثورة الإسلامية في إيران سماحة السيد خامنئي رسالة الي شباب أوروبا واميركا الشمالية يدعوهم خلالها إلى قراءة مستفيضة في حقيقة الإسلام من خلال الرجوع لمنابعه ومصادره الاصيلة من اجل التصدي “لتدفق الافكار المسبقة وحملات التضليل” بعد هجمات الاسلاميين المتطرفين في فرنسا، متسائلا عن الاسباب التي تجعل الغرب يدعم الارهابيين ويصورهم على اَنهم ممثلون للإسلام والمسلمين.
حيث يقول: إن الأحداث الأخيرة في فرنسا وما شابهها في بعض الدول الغربية أقنعتني أن أتحدّث إليكم مباشرة.
فإني لا أخاطب الساسة والمسؤولين عندكم لأنهم علي علمٍ ودرايةٍ فصلوا درب السياسة عن مسار الصدق والحقيقة
بل حديثي معكم عن الإسلام وخصوصاً عن الصورة التي يعرضونها عن الإسلام لكم.

## بعض ما جاء في الرسالة
كتب المرشد الاعلى رسالة مفتوحة باللغة الإنكليزية يخاطب فيها الشباب الذين يصنعون مستقبل الشعوب بايديهم
، وقد أوصي بضرورة معرفة الحقيقة الإسلام بطريقة واعية
، داعياً إلى التعرف على الإسلام من مصادره الأصلية.
لإن اعداء الدين قد بذلوا جهوداً مضنية منذ عقود من أجل تشويه صورة الإسلام وتصويره كدين معادياً للشعوب ومخالفاً لكل تقدماً حضاري
لذلك حذّر سماحته إلي عدم الانجرار إلي محاولات التشويه التي يمارسها السلطات من خلال دعمهم للإرهابيين التكفيريين الذين مارسوا باسم الإسلام افضع الجرائم والموبقات بحق الإنسانية ليشوهوا سمعة الدين الحنيف خدمةً للدول الإستكبارية الحاقدة علي الإسلام.
قائلاً «إن هذا التحدي المبرمج لتشويه العلاقة بين الإسلام وبينكم أمر مؤلم، لكن بإمكانه أن يثير تساؤلات جديدة في ذهنكم الوقاد».
و قد طرح سماحته مجموعة من الاسئلة غاية في الأهمية يدعو فيها الشباب إلي الإجابة عنها. «وأودّ هنا أن أتساءل: هل راجعتم قرآن المسلمين مباشرة؟ هل طالعتم أقوال رسول الإسلام (صلّى الله عليه وآله وسلّم) وتعاليمه الإنسانية والأخلاقية؟ هل اطلعتم على رسالة الإسلام من مصدر آخر غير الإعلام؟ هل سألتم أنفسكم كيف استطاع الإسلام ووفق أية قيم طوال قرون متمادية أن يقيم أكبر حضارة علمية وفكرية في العالم وأن يربي أفضل العلماء والمفكرين؟»
«إن سعيكم لمعرفة الأجوبة علي هذه التساؤلات يشكل فرصة سانحة لكشف الحقائق الجديدة أمامكم، وعليه يجب أن لا تفوّتوا هذه الفرصة للوصول الي الفهم الصحيح ودرك الواقع دون حكم مسبق؛ ومن آثار تحملّكم هذه المسؤولية تجاه الواقع، أن تقوم الأجيال الآتية بتقييم هذه الفترة من تاريخ التعامل الغربي مع الإسلام، بألمٍ أقل زخماً ووجدانٍ أكثر اطمئناناً.» 
و قد اوصي الشباب في دول الغرب لتعرف علي الإسلام من خلال منابعه الأصيلة كالقرآن والسيرة النبوية الشريفة الواردة في الكتب المعتبرة دون الاعتماد علي التضليل الذي تمارسه وسائل الإعلام المشبوهة.«أطالبكم ألّا تسمحوا لهم بوضع سدّ عاطفي واحساسي منيع بينكم وبين الواقع عبر رسم صورة سخيفة كاذبة عن الإسلام ليسلبوا منكم إمكانية الحكم الموضوعي.»
و قال: "أنا لا أصرّ عليكم أن تقبلوا رؤيتي أو أية رؤية أخرى عن الإسلام، لكني أدعوكم ألّا تسمحوا لهم أن يستفيدوا من الإدعاءات المرائية للإرهابيين العملاء وتقديمهم لكم باعتبارهم مندوبي الإسلام. عليكم أن تعرفوا الإسلام من مصادره الأصيلة ومنابعه الأولى.
و ختم سيد خامنئي رسالته بالقول ان القدرة علي التواصل تسمح اليوم بتجاوز الحدود الجغرافية والخلافات السياسية وأصبحت متاحة لكل فرد للإطلاع علي أي قضية تخص الفرد والمجتمع لكي يصبح الإنسان محصناً بالوعي والدراية في حل مشاكل الإنسان. «عليكم ألّا تسمحوا لهم أن يحاصروكم في الحدود الذهنية المصطنعة، وإن كان من غير الممكن لأي أحد أن يملأ الفراغات المستحدثة بشكل فردي ولكن كلاً منكم يستطيع توعية نفسه ومحيطه وأن يقيم جسراً من الفكر والإنصاف على هذه الفراغات»

## اصداء الرسالة
لقد كانت رسالة السيد خامنئي، إلي الشباب الغربيين، هي بمثابة الرسالة التي وضعت جميع النقاط على الحروف، وهي رسالة تدعو الشباب الغرب إلى البحث عن الحقيقة الشاملة لمبادئ الإسلام ومفهوم الإسلام وإلى التفكر العقلاني بعدم جدوى الصراع الفكري والدموي «الراديكالي» بين امم الأرض، فرسالة الإسلام هي رسالة الوحدة من اجل خير الإنسانية والسلام لكل الأمم، كما تحدث السيد خامنئي في رسالته، عن ضرورة التواصل الفكري بين الشباب الغربي والإسلام.
فنري في هذه الرسالة أنّه لا يريد من أحد أن يصبح مسلما أو مصفقا للإسلام، ولكنّه يريد منهم أن يحترموا الإسلام وجميع الأديان الأخرى وأتباعهم.
و الواضح ان الرسالة قد وجدت رواجآ وصدى كبير لها بين الشباب المثقف الغربي واوجدت ردود فعل ايجابية حول مضامينها وكان لها اثر بتخفيف حدة التوتر والتعصب في الغرب ضد المسلميين. فقد جاءت هذه الرسالة بحسب اغلب المتابعين بوقتها، وهذا ما أكد عليه أيضآ الأسقف الأميركي «جون بريسون تشين» الذي أبدى إعجابه برسالة السيد خامنئي التي وجهها إلى الشباب الغربي، وقال: «إن الرسالة جاءت في الوقت المناسب وتعدّ تحديا لنا جميعا وليس للشباب فحسب»، وقال بمضمون رسالته التي رد بها على رسالة السيد خامنئي «أن هذه الرسالة ساهمت إلى حد كبير بتخفيف حدة الهجمة على الإسلام والمسلميين بالغرب ونشرت فكرة التسامح والاعتدال وقبول الآخر بين مختلف الاديان.»
و قال القس الأسترالي الأب «ديفيد سمث» بأن رسالة قائد الثورة الإسلامية يحمل معنى الابوة والإنسانية والمنطقية لشباب الغرب.
و أعرب رضا رمضاني، مدير المركز الإسلامي في هامبورغ، عن شكره للرسالة التاريخية التي وجهها القائد الإيراني إلى الشباب الغربيين، وأكد ان فحواها القيم أثّر غاية التأثير على المسلمين وغير المسلمين في أوروبا.
و كانت لهذه الرسالة اصداء واسعة في وسائل الاعلام ايضاً
و اعتبر موقع المانيتور الأميركي، بأنها نهج جديد لإيجاد علاقات مع الشباب وقادة المستقبل للدول الغربية ولمواجهة الإرهاب.
ومن هنا يبدو واضحآ ان الرسالة كان لها صدى جيد وقد حققت مرحليآ جزء من اهدافها. ترجمت هذه الرسالة بأهم لغات العالم كالفرنسية والألمانية والإنجليزية والاسبانية بالإضافة إلى النص العربي والفارسي للرسالة.

## وصلات خارجية
نص الرسالة السيد خامنئي لشباب أوروبا وأمريكا الشمالية.
قراءة في رسالة آية الله خامنئي لشباب الغرب